# Veli Mlun
Veli Mlun is een plaats in de gemeente Buzet in de Kroatische provincie Istrië. De plaats telt 59 inwoners (2001).